# Суров, Николай Семёнович
Николай Семёнович Суров (20 мая 1930, Чувашская АССР — 22 мая 2007, Чувашия) — советский передовик сельскохозяйственного производства, звеньевой колхоза им. Ленина Вурнарского района, Герой Социалистического Труда (1950).

## Биография
Родился в крестьянской семье. Работал звеньевым полеводческой бригады колхоза им. Ленина Вурнарского района.
Награждён орденом Ленина, медалями.

## Высшая награда
Указом Президиума Верховного Совета СССР в 1950 году за высокие производственные показатели, за получение высоких урожаев зерновых культур Николаю Семёновичу Сурову присвоено звание Героя Социалистического Труда с вручением ордена Ленина и золотой медали «Серп и Молот».